# 拖靈福德歷史區
拖靈福德（英語：Torringford）是位於美國康乃狄克州利奇菲爾德縣的一個鬼鎮。該地的面積和人口皆未知。

## 地理
拖靈福德的座標為41°50′45″N 73°04′27″W / 41.84583°N 73.07417°W，而該地的平均海拔高度為165米（即541英尺）。